# 이심의 비련기
《이심의 비련기》(梨心의悲戀記)는 MBC에서 1981년 12월 3일에 방영된 창사 20주년 특집 드라마이다. 쇄국정책이 무너지던 1860년대를 배경으로 궁중무희인 이심은 프랑스공사와 결혼을 하여 프랑스로 가서 살지만 우리 고유의 정신사조와 개방된 서구사회의 이질적인 갈등 등 어느 것에도 섞일 수 없던 한 여인의 기구한 이야기이다.
3시간짜리 드라마로 프랑스에서 1주일간의 현지 촬영을 했다. 지금까지 해외실정에 어두운 작가의 작품을 현지에서 연출자가 개작하던 관례를 벗어나 작가가 해외촬영팀에 직접 동행하여 스토리를 재구성하여 더욱 생생한 드라마를 만들어냈다. 애당초 파리시내에서 촬영할 예정이었으나 원하는 배경을 찾지 못하여 영화인 신영길의 도움을 받아 파리에서 50 km 떨어진 세계야생동물보호협회 공원에서 촬영을 했다.

## 줄거리
천주교 박해 때 고아가 된 이심은 프랑스 신부에게 프랑스어를 배우며 만석의 도움으로 살아간다. 만석은 신부가 되려고 북경으로 떠나고, 이심은 장악원의 관기가 되고 경회루의 파티에서 주한 프랑스공사와 만나게 된다. 프랑스공사는 이심에게 첫눈에 반하고 지인을 동원해 청혼을 한다. 그러나 이심에게 흑심이 있던 장악원의 관원 조진석은 이심에게 혐의를 씌워 의금부에 하옥시켰다가 빼어낸 후 노비로 만들어 자기집으로 데려간다.

## 등장 인물
- 김영애 : 이심 역
- 이정길 : 만석 역
- 한인수
- 정욱
- 정혜선
- 고두심
- 홍미카엘 신부 : 프랑스공사 역